# Ernesto de Austria (Babenberg)

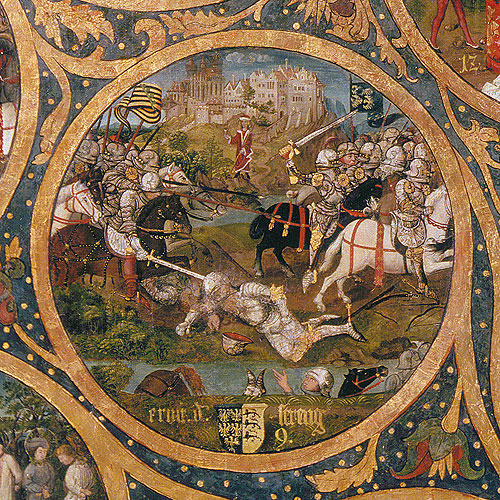

Ernesto de Babenberg (1027 - 10 de junio de 1075), conocido como Ernesto el Valiente, fue Margrave de Austria desde 1055 hasta su muerte en 1075. Fue miembro de la Casa de Babenberg.

## Biografía
Hijo del margrave Adalberto el Victorioso y su esposa Frozza Orseolo, hija de Otto Orseolo, Dogo de Venecia. Aumentó el territorio de su marquesado mediante la fusión de la marca fronteriza de Bohemia y Hungría hasta los ríos  Dyje, Morava y Leita en lo que hoy es Baja Austria. En su tiempo, la colonización de la remota región de Waldviertel fue iniciada por sus ministeriales, los caballeros Kuenring.
Ernesto recibió su apodo por su lucha contra el rey Bela I de Hungría y su hijo Geza I, en nombre de su rival Salomón según el cronista Lamberto de Hersfeld. A partir de la Querella de las Investiduras, tomó partido por el rey Enrique IV de Alemania y luchó contra los sajones, muriendo en la batalla de Langensalza.

## Matrimonio e hijos
En 1060, Ernesto se casó con Adelaida de Eilenburg (1040 - 26 de enero de 1071), hija del margrave Wettin Dedo I de Lusacia, quien le dio tres hijos:
1. Leopoldo II, Margrave de Austria (1050 - 1095)
2. Justicia (m. 1120-1122), se casó con el conde Otón II de Wolfratshausen
3. Adalberto de Pernegg, Conde de Bogen

En 1072 se casó en segundo lugar con Swanhilde († 1120), hija del conde Sighard VII de la Marca Húngara y nieta materna del conde palatino Hartwig II de Baviera. Este matrimonio no tuvo hijos.